# Canal transhelvétique
 (juillet 2016).

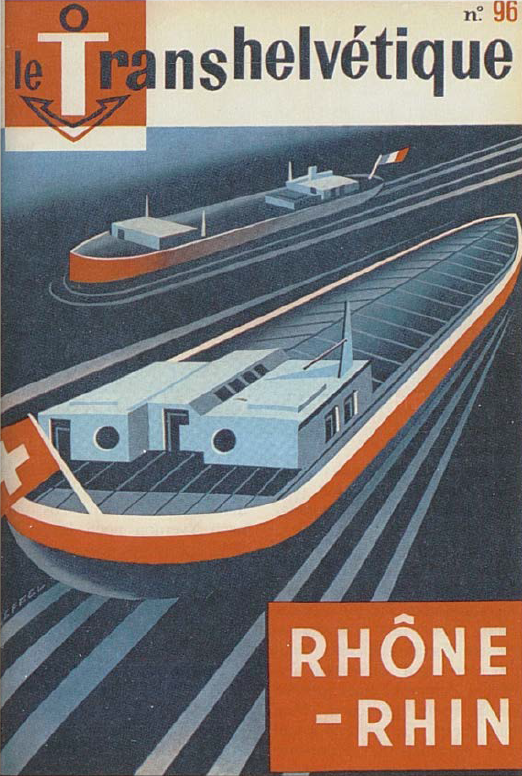
canal transhelvétique

Un canal transhelvétique est une voie d'eau théorique en Suisse permettant un accès direct entre la mer Méditerranée et la mer du Nord.

## Histoire
Les ingénieurs hydrauliques, ainsi que des personnes de la marine, songent depuis plus de 350 ans à un accès direct par voie d'eau entre la mer du Nord et la mer Méditerranée. Leur vision est la suivante : le lac de Neuchâtel est directement connecté à la mer du Nord via l'Aar et le Rhin. De même, le Rhône passant par le lac Léman coule vers la mer Méditerranée.
Déjà au XVIIe siècle, le canal d'Entreroches devait permettre de relier les lacs de Neuchâtel et du Léman en passant par les gorges étroites d'Entreroches. En 1638, les travaux dans ce sens ont commencé, et réussirent à établir une liaison entre Orbe et Cossonay sur le bassin[Lequel ?] versant et par les gorges. Néanmoins, pour des raisons financières, les travaux ont été abandonnés en 1648 et la portion restante du canal, qui aurait permis d'atteindre le lac Léman par la Venoge, avec une différence de hauteur de 59 mètres, ne sera jamais terminée.
Dans la constitution fédérale suisse fut ajouté en 1908 un article, selon lequel, à côté de la production hydroélectrique, la navigation intérieure devait également être prise en considération. Deux ans plus tard fut créée l'Association suisse Rhône-Rhin, dont le but était d'établir la navigation fluviale sur toutes les rivières et tous les fleuves où la grandeur du cours d'eau le permettait. Pendant la phase de planification durant la deuxième correction des eaux du Jura, en 1957, un membre de la commission du Conseil national demanda une étude portant sur la canalisation de l'Aar, des lacs jurassiens et sur une liaison navale entre les lacs de Neuchâtel et du Léman. Peu de temps après, les gouvernements suisse et allemand créèrent une commission commune visant à examiner la navigation fluviale du Rhin supérieur. 
Sans attendre le résultat du travail de la commission, une agence de publicité propagea l'idée d'un canal transhelvétique. Selon cette publicité, la construction de 14 barrages sur la voie fluviale entre lac de Bienne et là où l'Aar se jette dans le Rhin permettrait une utilisation de celle-ci par les transports maritimes. L'auteur de cette action fut la Transhelvetica SA. Les activités des partisans du canal transhelvétique ont conduit à la création, en 1964, de l'Association pour la Protection de l'Aar (ASA), une association intercantonale, qui projetait à tout prix d'éviter la réalisation d'un tel canal et de projets similaires.
L'association suisse de l'économie maritime tenait les réalisations à faire sur la voie fluviale entre le lac de Bienne et le Rhin comme non faisable. Néanmoins, l'option d'un canal Rhin-Rhône a été maintenue dans l'agenda politique. En conséquence, l'opposition au projet ne s'est pas dissoute, et reçut notamment le soutien du Rheinaubund et de la Communauté d'intérêt du lac de Bienne. En 1970, 33 Organisations fondèrent l'Aqua viva, l'organisation nationale pour la conservation des rivières et lacs.
L'avis du Conseil fédéral fut indécise, vu qu'il ne projetait pas de prendre de décisions concernant le maintien de voies navigables pour le transport de marchandises. Encore aujourd'hui, il n'existe pas de loi sur le Freihalt, seulement un règlement de 1993 sur les vois navigables.
En 2006, le canton de Vaud rendit libre à la construction le territoire sur lequel le canal entre les lacs de Neuchâtel et du Léman aurait été construit. L'idée d'un canal transhelvétique fut donc définitivement abandonnée.

## Liens
- (de) Transhelvetischer Canal
- (de) www.beobachter.ch Canal d'Entreroches: Le rêve du canal
- Transhelvetica S. A. pour une voie navigables transhelvétique au registre du commerce du canton de Neuchâtel